# Révolution des Œillets
Pour les articles homonymes, voir Révolution portugaise et Œillet (homonymie).
La révolution des Œillets (Revolução dos Cravos en portugais), également surnommée le 25 avril (25 de Abril en portugais), est le nom donné aux événements d'avril 1974 qui ont entraîné la chute de la dictature salazariste qui dominait le Portugal depuis 1933.
Ce que l'on nomme « révolution » a commencé par un coup d'État organisé par des militaires qui s’étaient progressivement radicalisés par rejet des guerres coloniales menées par le Portugal, en Afrique. Ce coup d'État, massivement soutenu par le peuple portugais, a débouché sur de profondes divisions sur la façon de refonder le pays et en a profondément changé le visage socio-politique. C'est l'instauration de la démocratie au Portugal après quarante  ans de dictature salazariste. Évènement essentiel de l'histoire européenne de l'après-Seconde Guerre mondiale, le 25 avril 1974 marque le début de la démocratisation du Sud de l'Europe, celui-ci étant suivi par la chute des dictatures espagnole et grecque.
La révolution des Œillets a eu la particularité de voir des militaires porteurs d'un projet démocratique (mise en place d'un gouvernement civil, organisation d'élections libres et décolonisation...) et cherchant à renverser une dictature sans pour autant instaurer un régime autoritaire et militaire.

## Dénomination
La fleur d’œillet est devenue un symbole de la révolution d'avril 1974.
Son nom viendrait de l'œillet rouge que les militaires du Mouvement des Forces armées auraient arboré à leur boutonnière et dans le canon de leur fusil en signe de ralliement ou, plus simplement, des œillets donnés spontanément par les fleuristes en disposant.
À l'origine de ce geste une femme, Celeste Caeiro, qui travaillait dans un restaurant de la rue Braamcamp de Lisbonne, transportait des fleurs d’œillet blancs et rouges pour les offrir aux clients du restaurant. Un soldat lui aurait demandé une cigarette, mais elle n'avait que ces fleurs et a commencé à les distribuer aux soldats, qui les ont mises dans le canon de leurs armes. Puis les fleuristes ont fait de même,,.

## Contexte

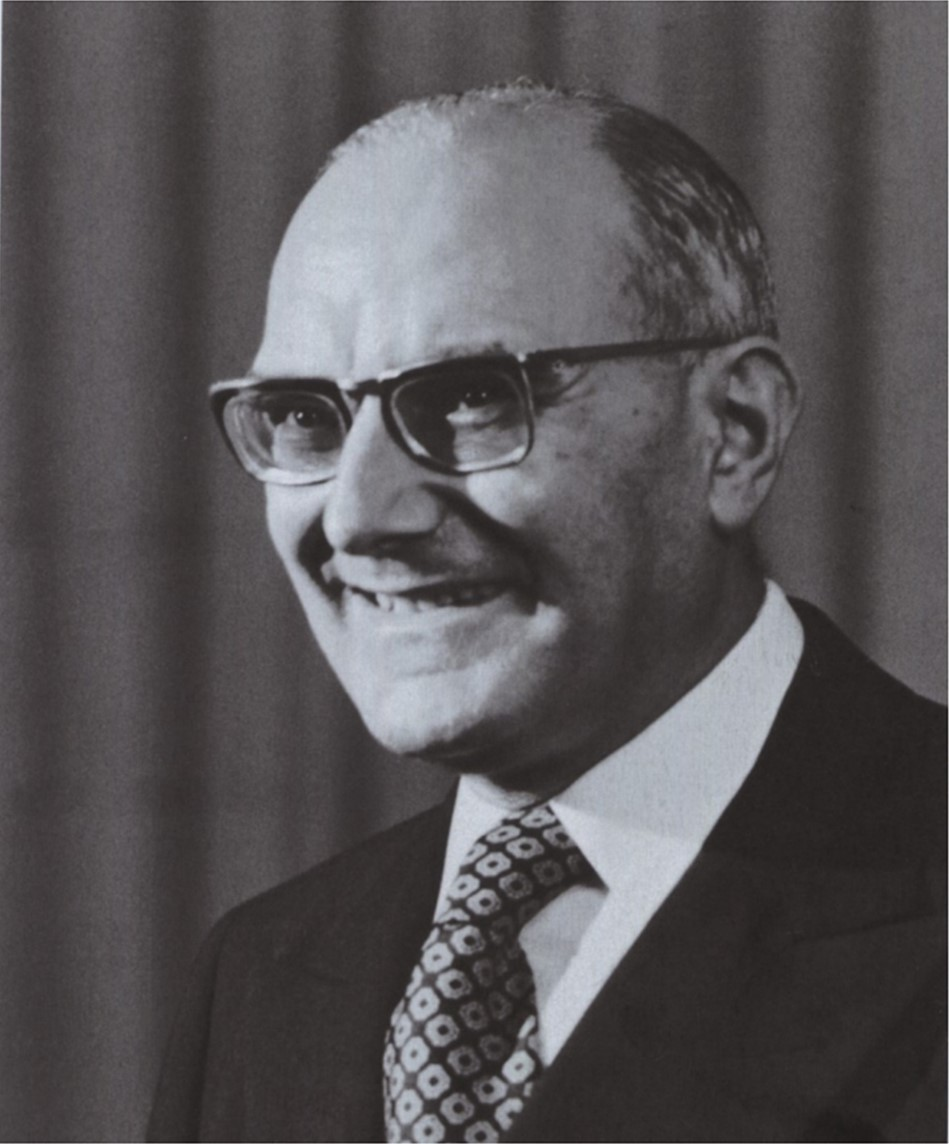
Le premier ministre Marcelo Caetano renversé par la révolution.

Depuis 1926, le Portugal est une dictature. L’Estado Novo, un régime conservateur et nationaliste créé en 1931 s'appuie sur l'armée, sur les États-Unis et sur la police secrète d'État et militaire (la PSDEM). Il est dirigé à partir de 1968 par Marcelo Caetano qui a succédé à António de Oliveira Salazar (resté au pouvoir de 1933 jusqu'à son accident vasculaire cérébral en 1968). Les libertés fondamentales sont suspendues, la censure est imposée et les partis politiques et syndicats sont interdits, à l’exception des organisations officielles du régime. Ces mesures sont prises sous l’égide d’une idéologie conservatrice qui réprime toute opposition, conduisant à des vagues migratoires massives.
Toutefois, l'Estado Novo est affaibli par de nombreux problèmes. D'abord, il ne réussit pas à développer le pays (l'un des plus pauvres d'Europe). Ensuite, une grande partie de la population rejette le conservatisme moral et le manque de liberté. Enfin, à compter de février 1961, en Angola, le régime a déclenché des « guerres de pacification » visant à maintenir la colonisation portugaise face aux révoltes indépendantistes (Angola, Mozambique, Cap-Vert, Sao-Tomé-et-Principe et Guinée-Bissau). Mais c'est l'enlisement après plus de dix années de guerre, qui font de plus en plus de victimes parmi les jeunes enrôlés par la conscription et parmi les officiers engagés. Les guerres coloniales deviennent ainsi l'un des terreaux de la révolution.
Une résistance s’organise dans la clandestinité, sous l’égide notamment du Parti communiste portugais (PCP), considéré par la dictature comme son principal ennemi, et par les Comités de lutte anticoloniale (CLAC). Un nombre important de ces militants sont emprisonnés, torturés et assassinés.

## Naissance de la protestation

### La contestation du haut commandement
Dès 1972, le gouverneur et commandant des Forces armées en Guinée, António de Spínola tente de convaincre le président du Conseil, Marcelo Caetano, de trouver une solution politique aux guerres coloniales qu'il considère comme perdues car les pertes en hommes sont énormes et le moral des troupes très affecté.
Caetano refuse. Le régime préfère une défaite à une quelconque négociation. Il espère en sortir blanchi et faire porter la responsabilité de la défaite sur l’armée (armée déjà rendue responsable de la perte des possessions indiennes – opération Vijay).
En juin 1973, à l'occasion d'un congrès de soutien au régime, des officiers proches de Spinola contestent, pour la première fois, et publiquement, la stratégie du régime tout en déclarant vouloir défendre eux aussi l’intérêt de la nation.

### La naissance du MFA
Parallèlement, une partie des officiers subalternes commence à tourner le dos au régime. En 1973, cette opposition s'organise autour du rejet par des officiers de carrière de deux décrets-lois (nos  353/73 et 409/73) censés faciliter le recrutement d'officiers nécessaires sur le front africain en y incluant des civils ayant déjà fait leur service. Ils créent alors le Mouvement des Forces armées (MFA).
Cette contestation est d'abord plus d'ordre corporatiste que politique. Mais, malgré le retrait des décrets, les réunions du MFA se poursuivent. Elles débouchent sur l'idée que la guerre est à l'origine de tous les problèmes et que la sortie de la guerre passe forcément par un changement politique. Si certains participants évoquent déjà l'idée d'un coup d'État, la majorité est alors pour une solution légaliste.
Pour agir, le MFA se structure avec la création d'une commission coordinatrice en 1973 dont font partie Dinis de Almeida, Vasco Correia Lourenço (pt), Rodrigo de Sousa e Castro (pt), Mario Frazao, Mariz Fernandes, Campos Andrade, Sanches Osorio (pt), Hugo dos Santos, Otelo Saraiva de Carvalho et Correia Bernardo.
Le MFA met en avant trois propositions (programme des trois D) :
- démocratisation : conquête du pouvoir pour le confier à une junte en vue de la démocratisation du pays ;
- décolonisation : organisation par le gouvernement, sous la tutelle de l’armée, d’élections libres et d’un référendum sur l’outre-mer ;
- développement économique : redonner sa grandeur au pays.

### Convergence des contestations
En 1973, Spinola accepte le poste de vice-chef des armées, créé spécialement pour lui par le gouvernement. Mais, le 17 décembre 1973, il se rapproche du MFA en dénonçant une tentative de coup d’État droitiste par le général Kaulza de Arriaga. Il multiplie les contacts avec le MFA, cherchant à unir les contestataires sous son commandement et en leur demandant de rester dans la légalité en attendant la sortie de son livre qui devrait porter un coup au régime. Le rapprochement est difficile car le MFA se pose des questions sur le projet politique de Spinola.
La sortie du livre de Spinola Le Portugal et l'avenir le 22 février 1974 fait l'effet d'une bombe. Même s'il ne parle pas de renverser le régime, il prône la démocratisation du pays et une progressive autonomie des colonies dans une structure fédéraliste. Il remet ainsi en question l’un des piliers et source de fierté du régime, l’empire. Le livre décomplexe ceux qui n’osaient s’opposer publiquement à la poursuite de la guerre.
Marcelo Caetano comprend la menace pour son pouvoir. Il sait qu’il ne peut continuer à gouverner sans le soutien des principaux officiers dont Francisco da Costa Gomes et Spinola. Il les convoque le jour-même, le 22 février, et leur propose de revendiquer le pouvoir auprès du chef de l’État. Spinola refuse, estimant qu’il est de toute façon trop tard pour le régime.
Parallèlement, le MFA s'organise. Son effectif s’accroît, son organisation s’améliore. Il décide de sonder les positions des principales unités militaires du pays quant à la solution du coup d’État. Les forces militarisées comme la GNR (gendarmerie), la PSP (police) et la GF (douane) restent pro-gouvernementales. Le MFA tente un rapprochement avec les autres corps des forces armées composés majoritairement d’officiers de l’armée de terre (les forces aériennes participent aux réunions du mouvement mais la marine reste à l’écart méfiante ; ni les unes ni l’autre ne participeront au mouvement du 25 avril).
Face aux événements, le MFA prend clairement parti pour le coup d’État et fixe les grands objectifs politiques du mouvement.
Le régime réagit en changeant d’unité certains officiers, dont Vasco Lourenço (pt), qui finissent par être arrêtés.

### La tentative de coup d’État du16 mars 1974
En mars 1974, Spínola et Costa Gomes démissionnent de leur poste. Leurs prises de position sur le cours de la politique coloniale portugaise sont devenues intenables face aux ultras du régime.
Un groupe d’officiers décide alors d'intervenir sans attendre. Le 16 mars, les unités de Caldas da Rainha avancent vers Lisbonne. Elles échouent, et deux cents militaires sont arrêtés.
Dans le même temps, Spínola tente de plus en plus d’influencer le MFA sur les préparatifs du coup d'État mais aussi sur son programme.

## Le 25 avril 1974: le renversement de la dictature par le MFA

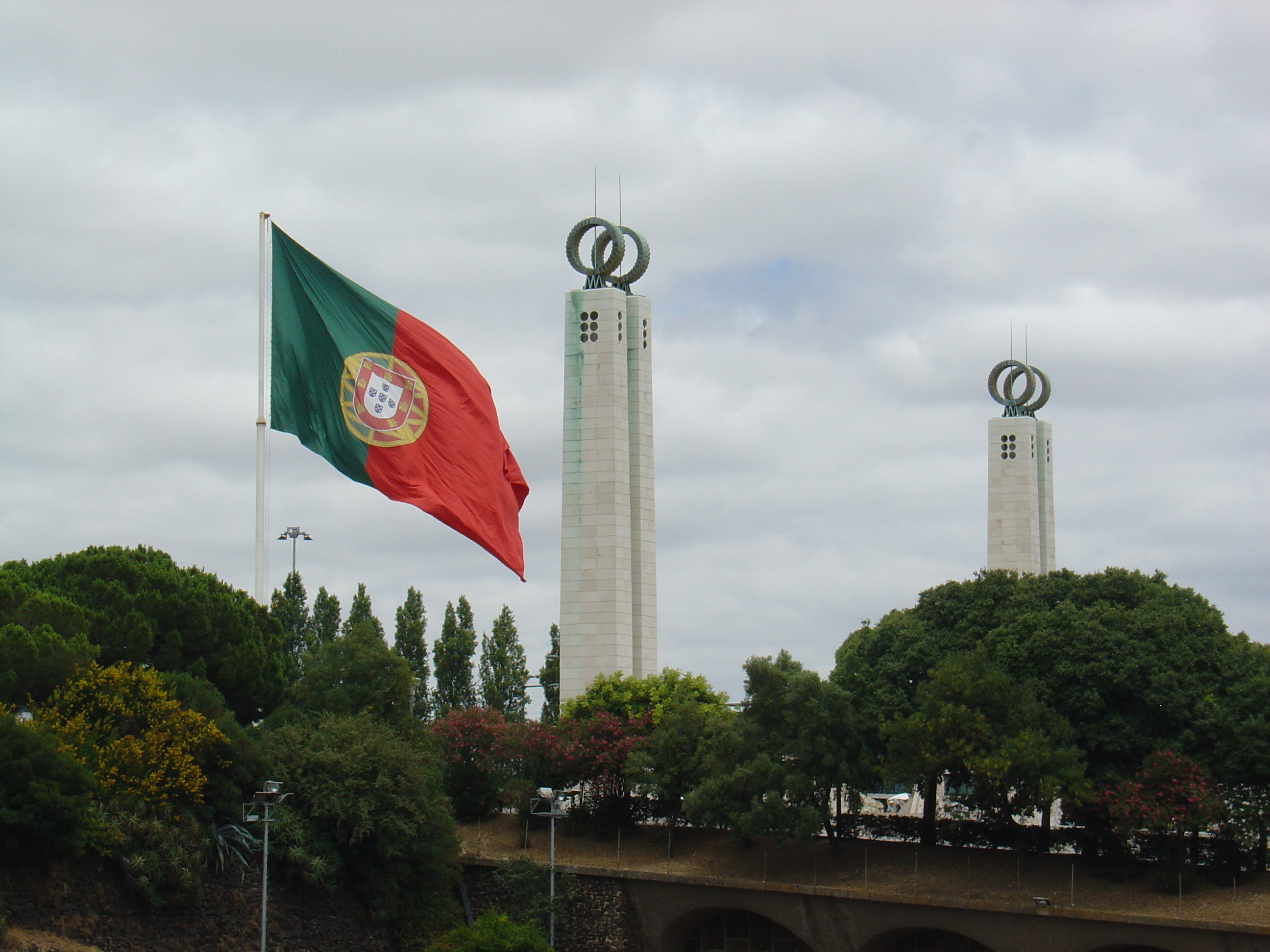
Monument commémorant le 25 avril, Parque Eduardo VII, Lisbonne.

C'est pourtant le 25 avril que le MFA lance les opérations pour renverser le régime dictatorial notamment sous l'impulsion et l'organisation d'Otelo de Carvalho qui conservera un rôle politique majeur dans la période politique qui suivra la chute de la dictature salazariste. La diffusion par la radio de Grândola, Vila Morena, chanson de Zeca Afonso interdite par le régime, annonce le départ des militaires révoltés du MFA pour s'emparer des points stratégiques du pays. En quelques heures, le pouvoir s'effondre.
Durant ces opérations, malgré les appels réguliers des « capitaines d'avril » du MFA à la radio incitant la population à rester chez elle, des milliers de Portugais descendent dans la rue, se mêlant aux militaires insurgés. L'un des points centraux de ce rassemblement est le marché aux fleurs de Lisbonne, alors richement fourni en œillets. Une femme travaillant dans un restaurant pour les offrir à ses clients, Celeste Caeiro, en donne à plusieurs militaires ; les fleuristes du marché suivent son exemple. Certains militaires insurgés mettront cette fleur dans le canon de leur fusil, donnant ainsi un nom et un symbole à cette révolution.
Marcelo Caetano, réfugié dans la caserne principale de la gendarmerie de Lisbonne, est encerclé par le capitaine Salgueiro Maia et ses hommes, tous membres du MFA. Voulant à tout prix éviter que le pouvoir ne tombe dans la rue (ou aux mains du MFA qu'il considère comme un mouvement communiste), il accepte de se rendre à condition de remettre le pouvoir au général Spínola, ce qui sera fait après accord du MFA. Caetano est alors emmené sous escorte et exilé vers le Brésil.
Seule la PIDE, police politique, oppose une résistance armée et tire dans la foule, faisant quatre morts, uniques victimes de cette révolution. Cette résistance est anéantie dans la nuit du 25 au 26.
Comme prévu, le pouvoir est aussitôt confié à une Junte de Salut national (JSN). Elle est composée de militaires prestigieux : Spínola, Costa Gomes, Jaime Silvério Marques, Galvão de Melo, Pinheiro de Azevedo et Rosa Coutinho. Vers 1 h 30, elle se présente aux Portugais en lisant une proclamation rédigée par le MFA. Cette proclamation affirme que le pouvoir sera remis aux civils à l'issue de la tenue d'élections libres, et insiste sur la volonté d'une politique dite « des Trois D » : « démocratiser, décoloniser et développer ». Pourtant, très vite, les divergences entre les différents protagonistes se font jour et provoquent une longue période de troubles au Portugal plus connue sous le nom de Processus révolutionnaire en cours (PREC).
Les prisonniers politiques sont libérés. Les dirigeants des partis politiques en exil peuvent dès lors revenir triomphalement au Portugal : le socialiste Mário Soares le 29 et le communiste Álvaro Cunhal le 30 avril.

### Chronologie des événements de la journée

#### 24 avril
Le journal República attire l'attention de ses lecteurs sur l'émission Limite de cette nuit-là.
- 22 h 55

La chanson E depois do adeus (« Et après les Adieux ») de Paulo de Carvalho, qui représentait le Portugal à l'Eurovision au début du mois, est diffusée par le journaliste João Paulo Diniz (pt) à la Emissores Associados de Lisboa. Alors qu'elle n'avait pas de portée politique ou polémique, c'est le signal choisi par le MFA pour indiquer à tous le début des opérations.

#### 25 avril
- 0 h 20

Le signal définitif est lancé par la diffusion de la chanson interdite par le régime Grândola, Vila Morena de Zeca Afonso, par Rádio Renascença dans l'émission Limite. Ce signal confirme que les opérations sont en marche de manière irréversible dans tout le pays. Les troupes se dirigent vers leurs objectifs. Par la suite, deux poèmes de Carlos Albino (journaliste au República) sont lus à la radio.
- 0 h 30

Les troupes de l'École pratique de l'administration militaire se mettent en route vers leur objectif.
- 1 h

Les troupes de l'École pratique de cavalerie de Santarém, commandées par le capitaine Salgueiro Maia se préparent à se mettre en route vers Lisbonne, alors que les troupes d'Estremoz, Figueira da Foz, Lamego, Lisbonne, Mafra, Tomar, Vendas Novas, Viseu, et d'autres points du pays se mettent également en route vers leur objectif.
- 3 h

Les révoltés commencent à occuper, de manière synchronisée, les points de la capitale considérés comme vitaux pour le succès de l'opération : l'aéroport de Lisbonne, les locaux de Rádio Clube Português (RCP) d’où seront lus les premiers communiqués du MFA au pays, de l'Emissora Nacional (l'émetteur national), de la RTP et de Rádio Marconi. Tout cela se fait sans résistance significative.
Dans le nord, le CICA 1 commandé par le lieutenant-colonel Carlos Azeredo (pt) s'empare du quartier général de la région militaire de Porto. Il est soutenu par les troupes venues de Lamego. Les Forces du BC9 de Viana do Castelo prennent l'aéroport de Porto.
- 3 h 30

Les troupes de l'École pratique de cavalerie quittent la caserne de Santarem avec Salgueiro Maia à leur tête. Pendant ce temps, des militaires du MFA commencent le siège du quartier général de la région militaire de Lisbonne. Le gouvernement est alerté.
- 4 h

Étant donné le manque d'informations sur la prise de contrôle de l'aéroport de Lisbonne, la transmission du premier communiqué du MFA par la RCP, initialement prévue à 4 h 0 est retardée de 30 minutes.
- 4 h 15

Le régime réagit. Le ministre de la Défense ordonne aux forces installées à Braga d'avancer sur Porto, avec pour but de reprendre le QG, mais celles-ci ont déjà adhéré au MFA et ignorent les ordres.
- 4 h 20

Les forces de l'École pratique d'infanterie de Mafra contrôlent l'aéroport de Lisbonne qui est fermé. Le trafic aérien est détourné vers Madrid et Las Palmas.
- 4 h 26

Premier communiqué du MFA par le journaliste Joaquim Furtado au micro de la RCP (Rádio Clube de Portugal).
Après la lecture de ce communiqué, l'hymne portugais est joué sur les ondes, suivi de marches militaires, parmi lesquelles la marche A Life on the Ocean Waves de Henry Russell (1812-1900), qui sera adoptée comme hymne par le MFA.
À 4 h 20, l'aéroport militaire de Figo Maduro (aérodrome de transit no 1), accolé à l'aéroport de Lisbonne, est occupé par un homme seul, le capitaine pilote-aviateur Costa Martins (pt). Une fois contrôlé l'AT1, grâce à un coup de bluff consistant à faire croire que la compagnie de l'École pratique de l'infanterie l'encerclait, le capitaine Costa Martins s'adresse à la tour de contrôle de l'aéroport de Lisbonne avec le même bluff. Il ordonne d'arrêter tout le trafic aérien civil au-dessus du Portugal.
- 4 h 45

Second communiqué du MFA à l'antenne du RCP (Rádio Clube de Portugal).
- 5 h

La PIDE/DGS contacte Marcelo Caetano et lui demande d'aller se protéger au QG de la GNR (Guarda Nacional Republicana).
- 5 h 15

Troisième communiqué du MFA.
- 5 h 30

Salgueiro Maia entre dans Lisbonne et croise des forces de police sans qu'il y ait de réaction. Ses troupes s'installent sur le Terreiro do Paço où se trouvent le ministère de l'Armée, le conseil municipal, la banque du Portugal ainsi que les bureaux de la PSP (police). Salgueiro annonce à un journaliste qu'ils sont là pour renverser le régime.
- 6 h 45

Quatrième communiqué du MFA.
- 7 h 30

Cinquième communiqué du MFA.
- 8 h 45

Sixième communiqué du MFA, cette fois au micro de l'émetteur national.
- 16 h

Les forces du CIOE contrôlent les installations de la RTP et de la RCP à Porto.
- 16 h 30

L'ultimatum lancé à Marcelo Caetano arrive à son terme. Celui-ci fait savoir qu'il est prêt à se rendre à la condition que ce soit à un officier supérieur.
- 17 h 45

Spínola arrive sur place.
- 19 h 30

Marcelo Caetano est emmené dans un véhicule blindé vers le poste de commandement de Pontinha.
- 20 h

La PIDE/DGS tire sur la foule et fait quatre morts. Elle finit par se rendre après l'intervention de Spínola. Début de la première réunion entre la JSN et le MFA.

#### 26 avril
- 1 h 30

Présentation des membres de la JSN (Junta de Salvação Nacional) à la télévision (RTP).

## Conséquences de la «révolution des Œillets»

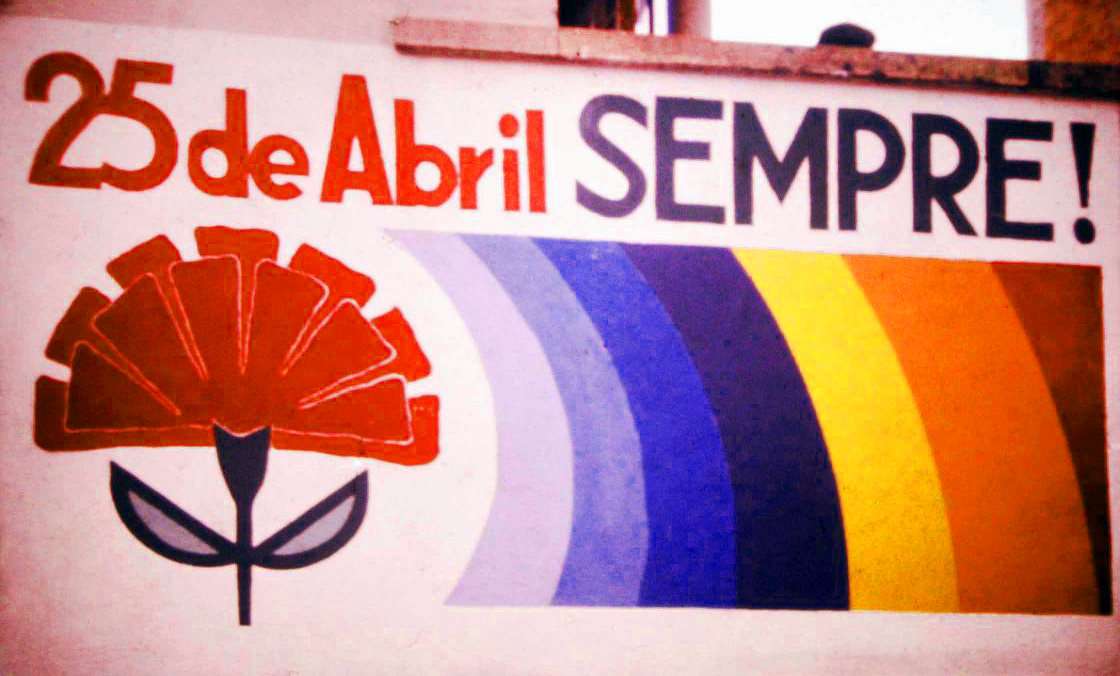
Peinture murale de Henrique Matos accompagnée de la phrase "25 de Abril SEMPRE" (25 avril toujours)

Les années qui suivent le 25 avril sont marquées par la démocratisation du pays et la décolonisation. Ces transformations se font malgré des divisions majeures entre le MFA qui souhaite une révolution radicale, les socialistes et les sociaux-démocrates qui veulent modérer la révolution, et Spinola qui veut la limiter le plus possible. Le pays est durant deux ans marqué par une agitation importante appelée Processus révolutionnaire en cours (grèves, occupation des terres des grands propriétaires, nationalisations dans les secteurs clés de l’économie, réforme agraire, tentatives de putsch…). Il faut attendre l'adoption de la nouvelle Constitution portugaise, le 2 avril 1976, et l'élection de Ramalho Eanes à la tête de l'État pour que la situation se « normalise ». C'est durant ces deux années que les colonies portugaises deviennent indépendantes à la suite d'un vote du 10 juillet 1974 reconnaissant leur droit à l'autodétermination. Par conséquent, le 10 décembre 1974 la Guinée-Bissau déclare son indépendance, suivie du Mozambique (25 juin 1975), du Cap-Vert (5 juillet 1975), de Sao Tomé-et-Principe (12 juillet 1975) et de l'Angola et de Cabinda (11 novembre 1975).

## Retornados: les rapatriés de la décolonisation portugaise
Après la Révolution des Œillets du 25 avril 1974, commence un processus de décolonisation des territoires africains qui se trouvaient alors sous domination portugaise. L'une des conséquences est l’arrivée au Portugal de près d’un demi-million de colons. La très grande majorité proviennent de l’Angola et du Mozambique, péjorativement nommé les retornados à l'image des Pieds-noirs en France, ils quittent les colonies précipitamment. Ces rapatriés arrivent pour la plupart au cours de l’été et du printemps 1975 et occasionnèrent une augmentation de près de 5 % de la population.

## Postérité

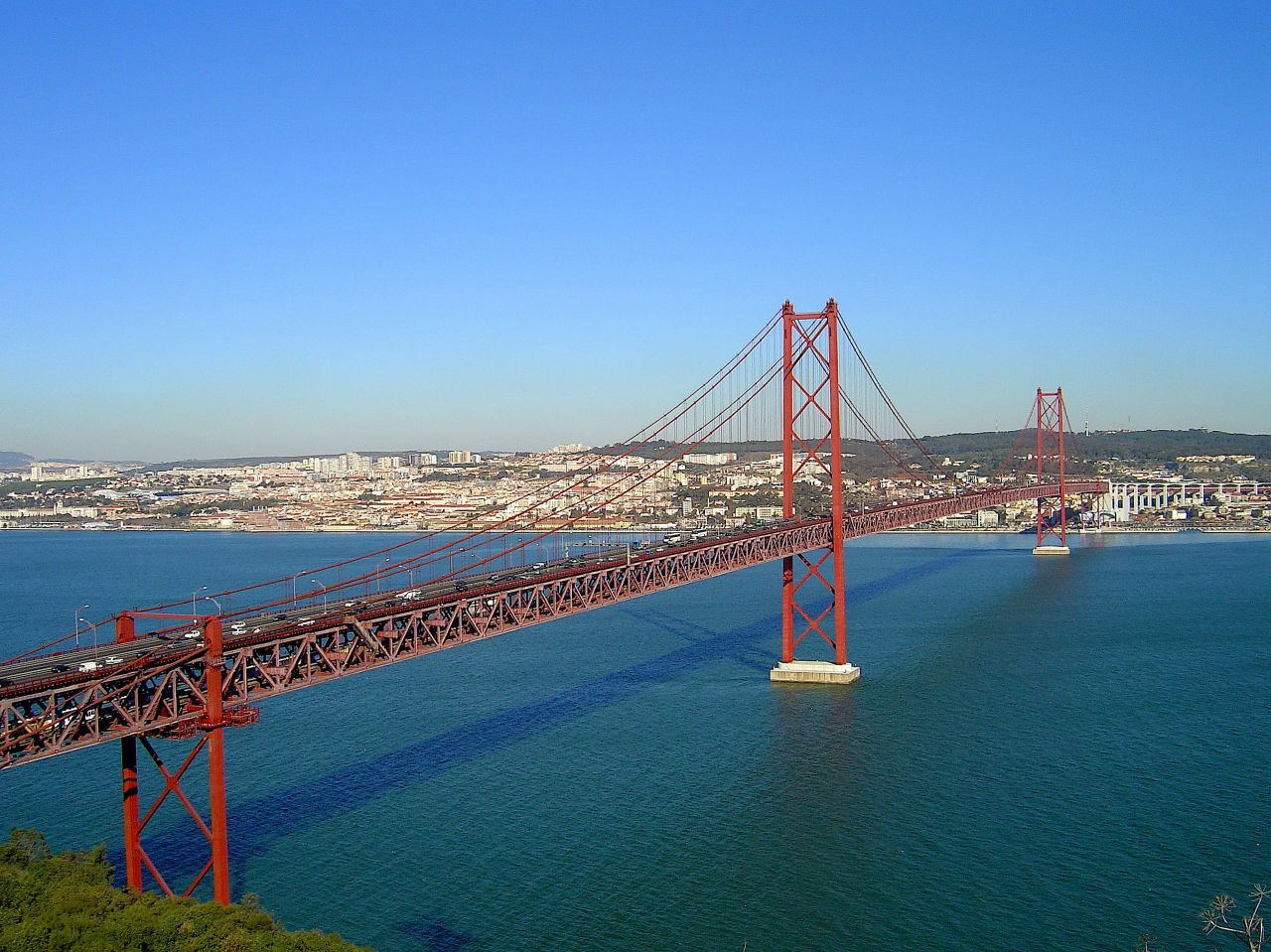
Le pont du 25-Avril enjambant le Tage à Lisbonne.

- Le 25 avril est un jour férié au Portugal, appelé « Fête de la liberté ».
- En mémoire de ce jour de la révolution, le grand pont suspendu qui enjambe le Tage à Lisbonne, jusque-là nommé « pont Salazar », a été renommé « pont du 25-Avril ».
- De nombreuses rues portugaises portent depuis le nom Avenida da Liberdade (« avenue de la Liberté ») ou Avenida 25 de Abril (« avenue du 25-Avril »).
- L'ordre de la Liberté est créé en 1976 pour honorer les personnes et les collectivités qui se sont distinguées dans la défense de la liberté, de la démocratie et des droits de l'homme.